# Giuseppe Alardo
Giuseppe Alardo OSB († 1944) war Abt der Benediktinerabtei St. Mauritius und St. Maurus in Clerf (Clervaux).
Die Abtei in Clervaux in Luxemburg wurde 1909 bis 1912 errichtet. Alardo wurde am 8. April 1937 zum Abt der Gefeiten Abtei (abbatia nullius) in Clervaux ernannt, was den Rang eines Bischofs gleichkommt. Er war der erste und einzige Abt in Rang eines Abtordinarius, da die Abtei erst 1937 zur Abbatia nullius erhoben wurde und schon zwei Jahre nach seinem Tod 1944 im Jahr 1946 wieder herabgestuft wurde.